# Тен'ей (Фукусіма)

37°15′19″ пн. ш. 140°14′50″ сх. д. / 37.25528° пн. ш. 140.24722° сх. д.
Тен'е́й (яп. 天栄村, てんえいむら, МФА: [ten.ei̯ muɾa]) — село в Японії, в повіті Івасе префектури Фукусіма. Станом на 1 жовтня 2008 площа села становила 225,56 км². Станом на 1 січня 2009 населення села становило 6299 осіб.